# Homosauna

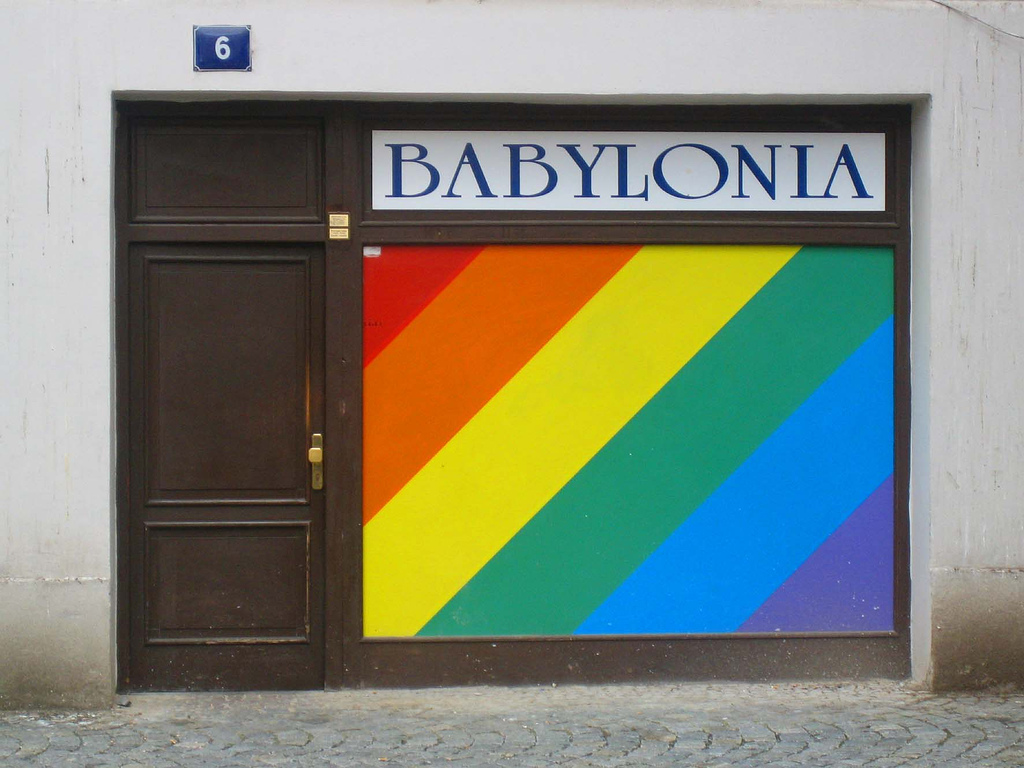
Een homosauna Praag

Een homosauna of gay-sauna is een sauna specifiek voor homoseksuele, biseksuele of bischierige mannen en wordt ook wel tot de homohoreca gerekend. Een verschil met een normale sauna is dat seksuele activiteiten zijn toegestaan. Sauna's waarbij seks tussen of met vrouwen plaatsvindt zijn zeldzaam. Wel organiseren sommige homosauna's speciale dagen waarbij vrouwen toegestaan zijn. Ook zijn er homosauna's met dagen voor lesbische vrouwen.
Homosauna's variëren sterk in grootte en geboden faciliteiten. De meesten hebben echter een of meerdere droge sauna's, Turks stoombad, bubbelbaden, douches en privé rustruimtes. Soms zijn gaysauna's alleen toegankelijk voor leden, maar doorgaans zijn de faciliteiten publiekelijk toegankelijk na het betalen van een toegangsprijs.
Als er seksuele activiteiten plaatsvinden dan is dit alleen tussen bezoekers en niet met het aanwezige personeel. Prostitutie is in een gay-sauna verboden.

## Geschiedenis

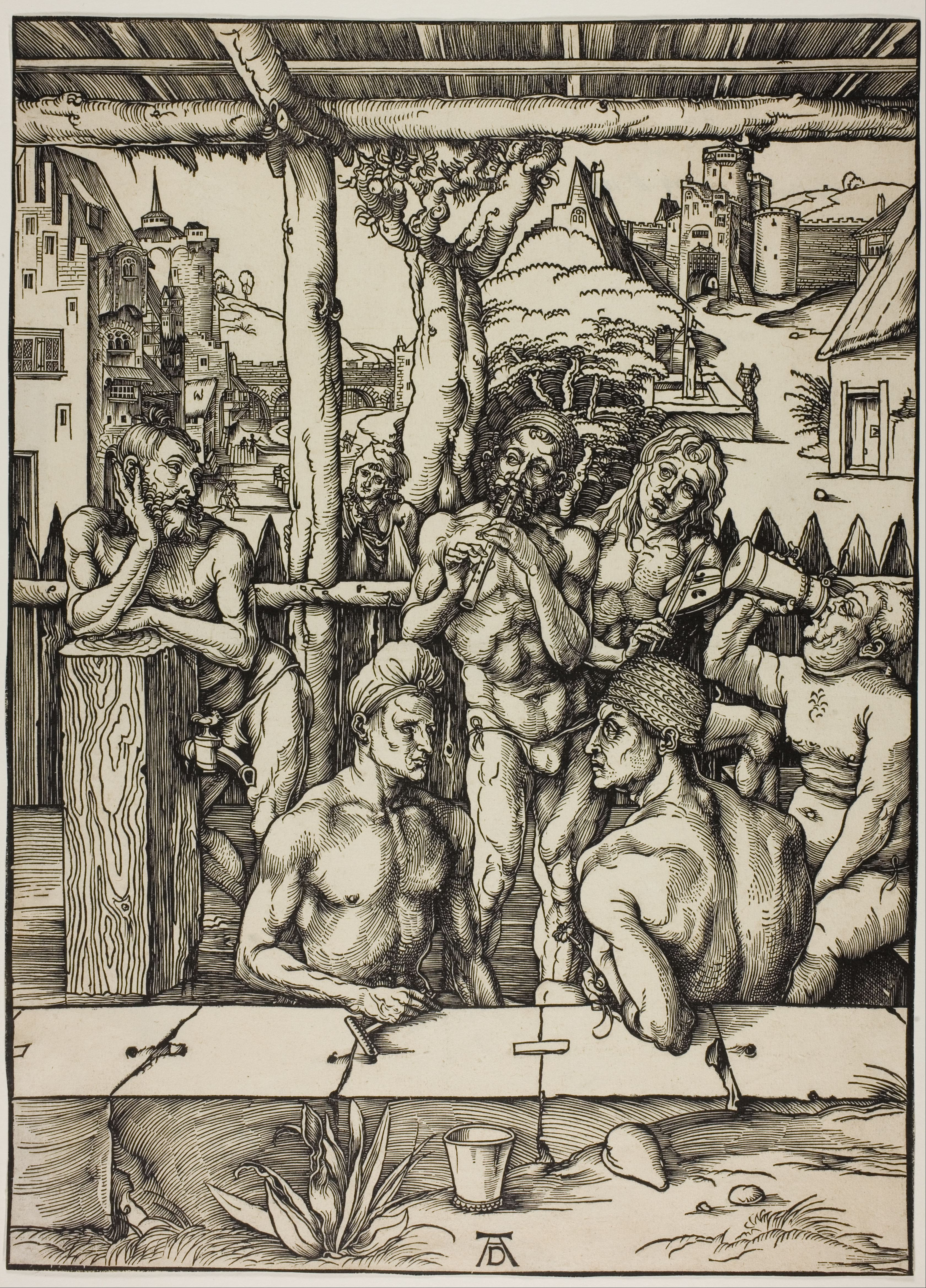
Albrecht Dürer - Mannenbad

De moderne gay-sauna stamt af van het badhuis. Beschrijvingen van badhuizen waar mannen seks hebben met mannen dateren uit de vijftiende eeuw. De traditie van publieke badhuizen gaat terug naar de zesde eeuw voor Christus. Zo zijn er tal van beschrijvingen uit de Griekse oudheid. Op 11 april 1492 kwam men in Florence (Italië) in opstand tegen de plaatsen waar "sodomie" plaatsvond, zoals herbergen, badhuizen en casini (huizen voor prostitutie en waar werd gegokt). Een speciaal daarvoor aangesteld gerechtshof formuleerde verschillende graden van sodomie. Eigenaren van badhuizen werd verzocht homoseksuele handelingen te rapporteren. In de periode april 1492 tot februari 1494 werden zo 44 mannen veroordeeld voor homoseksuele handelingen.
In het Westen bestaan badhuizen sinds het einde van de negentiende, begin twintigste eeuw. Het was de tijd waarin seks tussen mannen in de meeste landen verboden was. Dergelijke mannen werden gearresteerd en publiekelijk vernederd. Om die reden zochten deze mannen naar plaatsen waar ze heimelijk seks konden hebben, zoals badhuizen, publieke parken, bioscopen en kleedruimtes. Eigenaren van deze ruimten probeerden deze activiteiten te voorkomen. Een aantal van hen gedoogde dit echter. Dit was echter niet zonder gevaar. In 1876 werden in het Parijse badhuis Bains de Gymnase aan de Rue du Faubourg-Poissonnière zes jongemannen, tussen de 14 tot 22 jaar, opgepakt voor het bedreigen van de publieke zeden. De eigenaar werd samen met twee personeelsleden vervolgd voor het faciliteren van pederastie. In New York werden op 21 februari 1903 na een inval in een gay-sauna 26 mannen gearresteerd. Twaalf mannen werden vervolgd in verband met sodomie, waarvan zeven een gevangenisstraf kregen variërend van 4 tot 20 jaar.
De moderne homosauna ontstond in de jaren vijftig van de twintigste eeuw in de Verenigde Staten. Hoewel deze gelegenheden, toen nog badhuizen, nogal eens onder controle stonden van de moraalpolitie, waren deze een veel veiliger alternatief dan de publieke plaatsen waar mannen seks met elkaar konden hebben. In de jaren zestig en zeventig groeiden deze badhuizen uit tot volwaardige bedrijven, vaak eigendom van en gerund door homoseksuelen. Het waren informele plekken waar homoseksuele mannen elkaar konden ontmoeten en konden ontspannen. Vaak werden er evenementen georganiseerd rondom Pride Day. Ook waren deze badhuizen open tijdens feestdagen zodat homoseksuelen, die vaak waren afgewezen door hun naasten in verband met hun seksuele geaardheid, een plek hadden om naar toe te gaan.
Een bekende homosauna in Amsterdam was de Thermos. Deze werd in 1966 geopend aan de Raamstraat en kreeg later een aparte nachtsauna in de Kerkstraat. Deze laatste brandde in 2010 af en mede door de opkomst van dating via internet en smartphones was ook de vestiging in de Raamstraat niet meer rendabel en werd in 2014 gesloten. In Groningen was van 1980 t/m 2016 homosauna 't Pakhuisje gevestigd.
Homosauna Kouros in Schoten nabij Antwerpen sloot in 2021 door de gevolgen van de coronapandemie en in hetzelfde jaar ging ook uitgaanscentrum 't Bölke in Enschede dicht, waarvan toen alleen de sauna nog op homopubliek gericht was. Eind 2021 sloot na ruim 50 jaar ook gaysauna Fides in Den Haag en medio 2022 volgden sauna Finland in Rotterdam en Ibiza in Tilburg.

## Moderne gay-sauna
De huidige gaysauna's vervullen in essentie dezelfde functie als de eerste badhuizen voor mannen. Het zijn toegankelijke plaatsen waar mannen seks met elkaar kunnen hebben en kunnen ontspannen. Op plaatsen waar homoseksualiteit meer geaccepteerd is, speelt het aspect veiligheid een ondergeschikte rol.
Van de buitenkant is een homosauna niet altijd makkelijk herkenbaar. De entree is dan onopvallend en neutraal. Soms wordt bij de entree duidelijk gemaakt dat het om een homosauna gaat en is deze helder verlicht. Soms wordt een regenboogvlag gebruikt om aan te geven dat het een homovriendelijke sauna is.
Veel gaysauna's bieden bij binnenkomst een kluisje voor het opbergen van kleding en een handdoek die men om de middel kan dragen.

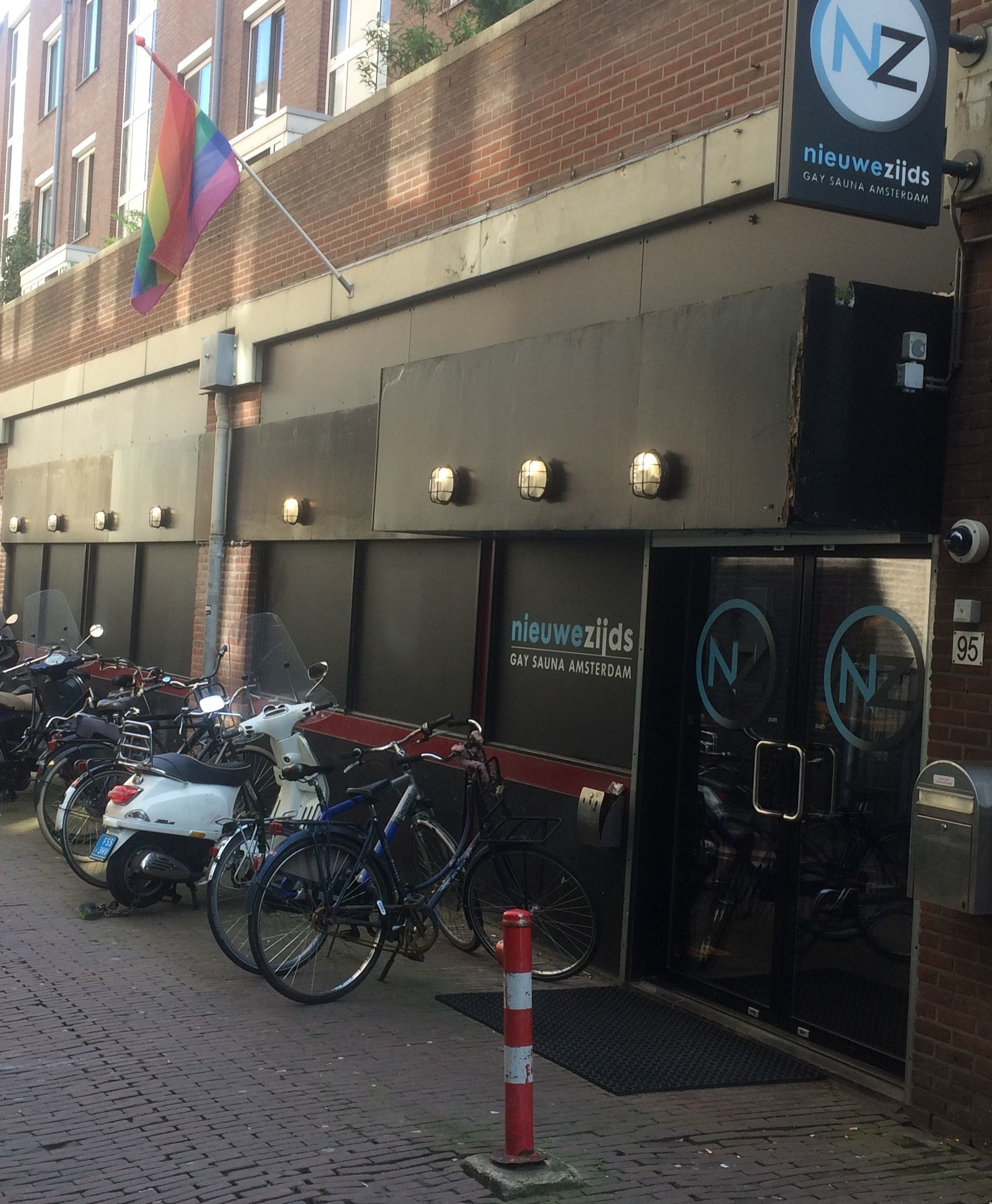
Homosauna Nieuwezijds (NZ) in de Nieuwezijds Armsteeg in Amsterdam

De seksuele activiteiten binnen een gay-sauna zijn vaak, maar niet altijd, anoniem. Het anonieme karakter wordt door sommige mannen ervaren als opwindend en juist datgene waar een gay-sauna voor bedoeld zou zijn. Homosauna's kunnen, naast de gebruikelijke saunafaciliteiten, speciale voorzieningen aanbieden die de seksuele activiteiten faciliteren. Deze ruimtes, darkroom of doolhof, zijn zeer schaars verlicht zodat de aanwezige mannen niet herkenbaar zijn. Soms zijn er gloryholes in de wanden. Andere gaysauna's bieden bedden aan waar men seks kan hebben, vaak zichtbaar voor anderen, waardoor er gelegenheid is voor exhibitionisme en voyeurisme.
Hoewel seksuele activiteiten gangbaar zijn, is het ook mogelijk zonder seks gebruik te maken van de saunafaciliteiten. Veel gay-sauna's bieden ook niet-seksgerichte voorzieningen, zoals een horecagelegenheid, massage en reflexologie.
Enkele moderne homosauna's zijn Nieuwezijds (NZ) in Amsterdam, Steamworks in Arnhem en Tibet in Eindhoven. In België is er onder meer de homosauna Club 3000 in Brussel. 

## Seksueel overdraagbare aandoeningen
In het midden van de jaren tachtig was er een sterke weerstand tegen homosauna's omdat men ervan overtuigd was dat dit de plaatsen waren waar seksueel overdraagbare aandoeningen, waaronder hiv, werden verspreid. Op basis hiervan werd een aantal van deze sauna's gesloten. Met name door het anonieme karakter van de faciliteiten zou er onvoldoende toezicht zijn op het voorkomen van onbeschermde seks. Een aantal voorstanders brachten als tegenargument in dat het sluiten van sauna's geen garantie is dat onbeschermde seks niet plaatsvindt.
Tegenwoordig wordt in veel gaysauna's safe sex aangemoedigd door het aanbieden van gratis condooms en glijmiddel. Door de toegankelijkheid worden de sauna's regelmatig bezocht door plaatselijke gezondheidsorganisaties om voorlichting te geven. Ook worden gratis hiv-tests aangeboden.